# Lockheed XH-51 Aerogyro
Локхид ХН-51 (модель 186) — американский одномоторный экспериментальный вертолёт, разработанный компанией Локхид c использованием жёсткого ротора и убирающегося шасси. XH-51 был выбран в качестве тестового автомобиля для совместной исследовательской программы, проводимых в армией США и ВМС США для изучения технологии жёсткого ротора.

## Проектирование и разработка
В 1959 году, Локхид начал разрабатывать свою концепцию жёсткого ротора с конструкцией вертолёта CL-475. Выбор жёсткого ротора означал, что вертолёт был более маневренным, чем это было бы с маховым ротором. Показатели CL-475 ободрило Локхид стремиться к дальнейшему развитию. Локхид представил CL-475 армии в качестве кандидата на замену наблюдательных вертолётов Bell OH-13 Sioux и Hiller OH-23 Raven. Локхид также безуспешно тестировал воды коммерческого рынка. Однако, в феврале 1962 года, 186-я модель Локхида, новая конструкция основанная на твёрдом роторе CL-475, была выбрана как победитель для совместной программы Армии Военно-Морского Флота ради оценки твёрдого ротора для высокоскоростной возможности полёта.

## Оперативная история

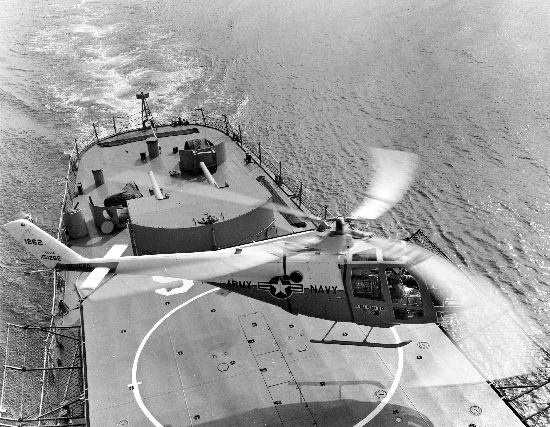
Первая посадка XH-51 на USS Ozbourn (DD-846)

Для программы были заказаны и построены два четырёхместных трёхлопастных XH-51As. Снабжённый 550 shp (410 кВт) турбовальный двигатель Pratt & Whitney Canada PT6B-9, XH-51A (серийный номер 61-51262) впервые полетел 2 ноября 1962 года. В ходе лётных испытаний оригинальная жёсткая трёхлопастная роторная система с тремя лопастями продемонстрировала нестабильность на более высоких скоростных диапазонах. Инженеры Локхида решили проблему, модифицировав самолёт четырёхлопастной роторной системой. В 1963 году командование исследования и оценки технологии армии (TRECOM) заключило контракт с Локхидом на модификацию одного из самолётов XH-51 в смешанный вертолёт.
Второй XH-51A (серийный номер 61-51263) был впоследствии преобразован путём добавления крыльев с пролётом 16,1 футов (4,9 м) и 2900 фунтов (12,9 кн) Pratt & Whitney J60-2 турбореактивный двигатель, установленный на левом крыле для повышения производительности. Смесь XH-51A впервые полетела без включения турбореактивного двигателя 21 сентября 1964 года, в то время как испытания были проведены для баланса и обработки. Первый полёт самолёта в качестве настоящего сложного вертолёта состоялся 10 апреля 1965 года. И 29 ноября 1967 года достиг скорости 263 узла (302.6 км / ч, 486.9 км/ч) при мелком спуске. Самый высокий уровень скорости полёта был 223 узла (413 км/ч; 257 миль/ч.
В июне 1964 года NASA заказал пятиместный трёхлопастной вариант XH-51N (NASA 531) в качестве испытательного вертолёта.
Локхид построил два демонстрационных самолёта, обозначенных Локхид Модель 286, для продажи общественности (регистрационные номера N286L и N265LC). Эти самолёты имели пятиместную конфигурацию XH-51N с четырёхлопастной роторной системой XH-51A. Модель 286 была сертифицирована для гражданской эксплуатации FAA 30 июня 1966 года, но Локхид никогда не продавал никаких самолётов. Локхид использовал самолёт в течение нескольких лет в качестве исполнительного транспорта. Самолёт был в конечном итоге продан коллекционеру, а затем уничтожен пожаром в 1988 году.
С целью выполнения программы «усовершенствованная система воздушной огневой поддержки» армии США для ударного вертолёта, Локхид спроектировал вертолёт с жёстким несущим винтом с толкающим хвостовым винтом, который был заказан в производство как ударный вертолёт Lockheed AH-56 Cheyenne. Однако технические проблемы привели сначала к задержкам, а затем к приостановке производства. Усугубленный соперничеством между службами и политическими проблемами Шайенн был полностью отменён в 1972 году, и это был последний вертолёт Локхида

## Варианты

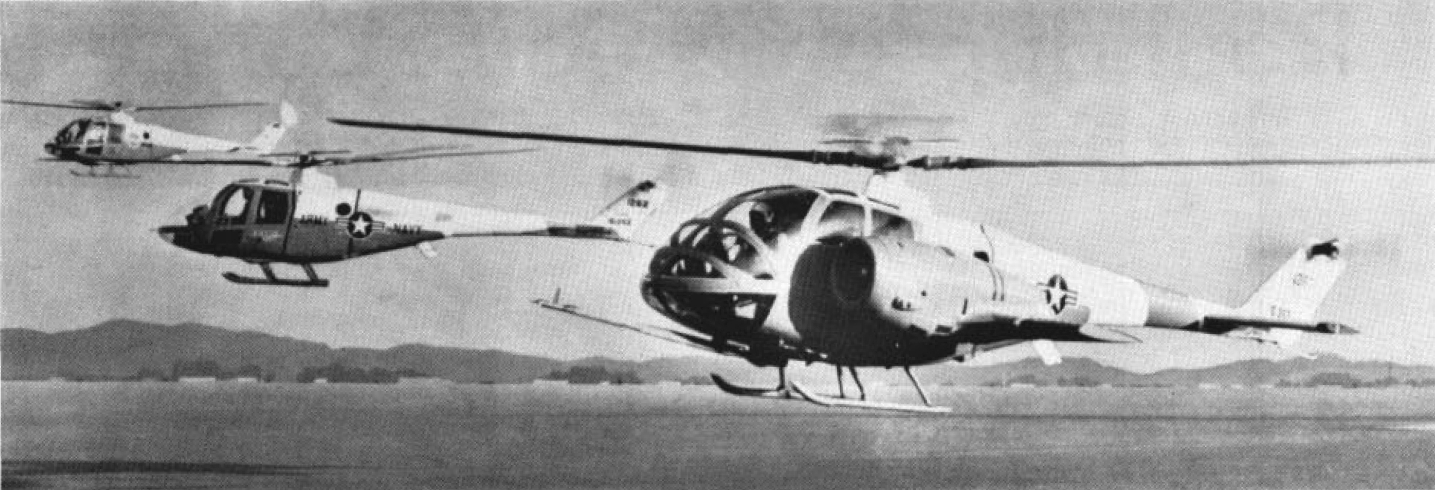
Три ХН-51С в полёте.

ХН-51А
четыре места, трёхлопастный ротор
Соединённый ХН-51А
модифицированный с четырёхлопастным ротором, тупиковыми крыльями и вспомогательным двигателем 2,900 фунт/сил (12.9 кН) Pratt & Whitney J60-2.
ХН-51N
пять мест, трёхлопастный ротор для тестовых целей NASA.
Модель 286
пяти местной, гражданские или военные лёгкие вертолёты выставлены на продажу, но ни один не продан.

## Уцелевшие вертолёты
Два примера ХН-51А (серийные номера 61-51262 и 61-51263) хранятся в Музее авиации армии США, в Форт-Ракере.

## Технические характеристики (ХН-51А)
Данные от Джейнса «Все самолеты мира 1969-70».
Главные характеристики
- Длина: 40 фут 9 дюйм (12.40 м)
- Диаметр ротора: 35 фут 0 дюйм (10.67 м)
- Высота: 8 фут 2½ дюйм (2.50 м)
- Площадь диска: 962 фут² (89.4 м²)
- Пустой вес: 2,790 либр (1,265 кг)
- Макс. взлётная масса: 4,100 либр (1,864 кг)
- Двигатель: 1 × Pratt & Whitney Canada PT6 B-9 турбовальный , 550 л.c. (410 кВт)

Лётные характеристики
- Максимальная скорость: 151 узел (174 миль/ч, 280 км/ч)
- Крейсерская скорость: 139 узел (160 миль/ч, 257 км/ч)
- Диапазон: 226 Нм (260 mi, 418 км)
- Скорость набора высоты: 16,000 фут (4,876 м) (максимальная высота (с учётом влияния земли))
- Скорость набора высоты: 2,000 фут/мин (10 м/с)
- Нагрузка диска: 4.26 либр/фут² (20.9 кг/м²)
- Сила/масса: 0.27 л.c./либр (0.44 кВт/кг)